# 제2함대 (미국)
제2함대(United States Second Fleet)는 미국 해군의 서수 함대 중의 하나이다. 제2함대 담당 해역은 북극에서 남극까지, 미국 동해안에서 유럽 서해안에 걸쳐, 대서양의 약 9,840km2에 걸친 해역이 포함되어 있다. 또한 제2함대의 실질적인 운용 범위는 이에 그치지 않고 2008년 7월 1일 카리브해와 중남미 해역에서 해군 부대로 제4함대가 재창설될 때까지, 남미 대서양 해안 및 중미 서안의 일부에서도 운용되었던 적이 있다.

## 역사
제2함대의 기원은 1945년 12월, 제2차 세계 대전 이후 해군 개편 시에 마크 밋처 중장을 사령관으로 하는 제8함대의 편성까지 거슬러 올라간다. 1947년 1월 제8함대는 제2임무함대 (Second Task Fleet)로 개칭되었다. 3년 후인 1950년 2월에 부대는 현재 명칭인 미국 제2함대(United States Second Fleet)로 다시 개칭되었다.
1962년 10월, 존 F. 케네디 대통령은 쿠바 미사일 위기에서 제2함대를 파견하여 임시 검문을 실시했다. 한 달 이상 제2함대는 쿠바 북동쪽에서 활동하는 많은 선박을 정선시켜 금수품의 검사를 실시했다. 20년 후쯤에 로널드 레이건 대통령은 다시 제2함대를 서인도 제도에 파견했지만, 이때는 그레나다 침공 작전에서 그레나다 침공을 이끈 것이다. 부대를 이끈 제2함대 사령관(COMSECONDFLT)은 JTF-120의 사령관(CJTF 120)으로, 공군, 육군, 해군, 해병대에서 참가한 부대를 지휘했다.
사막 방패 작전과 사막 폭풍 작전 때는 서남아시아에 배치된 해군 함정의 절반 이상이 제2함대와 훈련을 실시했다.
2005년까지 제2함대 사령관은 대서양 타격함대사령관(COMSTRIKFLTLANT)으로 북대서양 조약 기구의 대서양 연합사령부 최고사령관(SACLANT)의 지휘 하에 상임 역할을 부여했다. 대서양 타격 함대 사령관은 NATO의 대서양의 지배에 대한 공격으로부터 이를 보호하는 것을 주된 임무로 하는 다국적군을 지휘했다. 대서양의 제해권을 확립하고, 유지한다는 점에서 대서양 타격 함대 사령관의 역할은 NATO의 바다에서 후방 연락선을 확실히 보전하는 임무를 가지고 있었다. 부대를 제공한 국가는 벨기에, 캐나다, 덴마크, 독일, 네덜란드, 노르웨이, 포르투갈, 스페인, 영국, 미국이 포함됐다. 변혁 연합군 사령부이 편성되면서 부대 설립 이유이기도 했던 소련의 위협이 전반적으로 소실되었기 때문에 2005년 2월 22일, 2005년 6월 24일에 대서양 타격 함대의 핵심은 해체되었다. 이것은 2006년에 해상통합작전 센터 오브 엑셀런스(CJOSCOE)로 대체되었다.
2011년 9월 30일에 국방 예산 감축을 위한 비용 절감 등의 이유로 상급 부대인 함대 전군에 분산흡수되는 형태로 해산되었다.

### 재창설
날로 높아져가는 러시아 연방의 위협에 대비하기 위해 해군부는 2018년 8월 24일, VADM 앤드루 L. 루이스를 함대사령관으로 지명하고 항공모함 USS 조지 H.W. 부시 (CVN-77)에서 제2함대 사령부의 재창설식을 하였다. 제2함대사령관은 노퍽 합동군사령부(JFC-NF)의 사령관을 겸한다.

## 운용

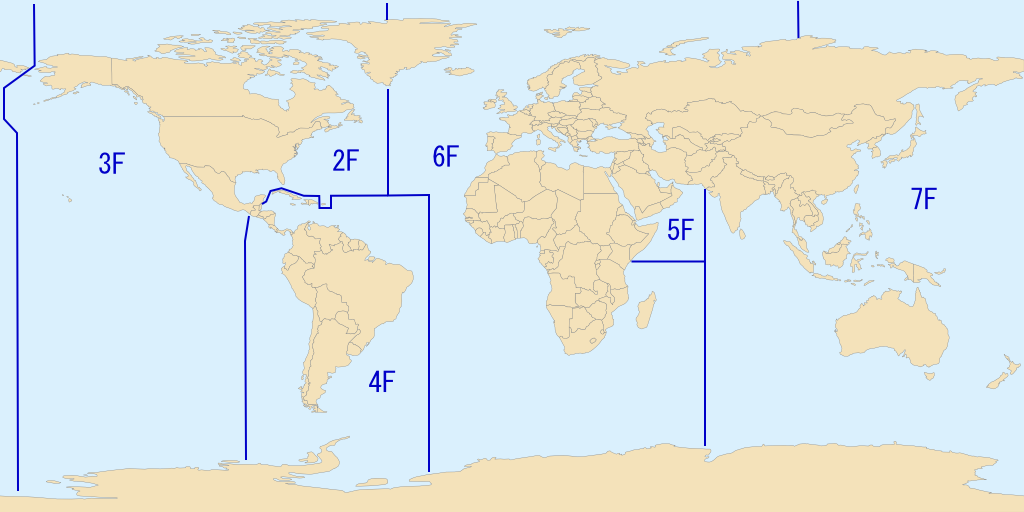
담당 범위 (2F) 2009년 시점

제2함대 사령관은 미국 함대전력사령부 사령관(COMFLTFORCOM) 하에 임명된 통합군 또는 연합군 사령관의 지원을 받으면서 대서양 지역에서 전투 부대의 운용을 계획하고, 또한 지령이 있으면 그 계획을 실행한다. 제2함대 사령관은 미국 함대 전군 소속 부대의 이동을 지시하고, 운용을 지휘함으로써 운용 대상이 되는 대서양 지배 지역의 사태에 대한 부대 운영 상의 최선의 준비를 한다. 이를 위해 계획된 해상 이동과 기타 지휘된 특수 운용을 실시한다. 제2함대 사령관은 또한 함대 교류형 훈련을 계획하고, 지휘 하에 통합, 연계 훈련에 참가한다.
전시와 임의의 훈련 시 제2함대 사령관은 CTF-120 사령관, 즉 대서양 전역에서 미국 합동전력사령부 사령관의 합동사령관(Joint Commander) 중 한 사람이 된다. 이 통합 임무 부대는 다음과 같이 철수 부대를 포함하여 대서양 함대, 육군의 대응 공수, 헤리본 부대, 공군 항공기와 지원 요원 해병대의 수륙 양용 부대, 또한 때에 따라서는 지명된 해안 경비대의 부대를 포함한다. 동원되면 CTF-120는 통합 전력군의 담당 지역 전반에 걸쳐 다양한 돌발 임무를 수행한다. 제2함대는 카리브 해전 영역에서 어떤 돌발 사태에서 CTF-140로 같이 편성된 부대의 지휘를 맡게 되는 경우가 있다.

## 계보
- 1943년 3월 15일 - United States Eighth Fleet
  - 미국 제8함대
- 1947년 1월 - Second Task Fleet
  - →제2임무함대
- 1950년 2월 - United States Second Fleet
  - →미국 제2함대

## 역대 함대사령관
| 사진 | 성명                                                    | 취임일          | 이임일          | 참고                        |
| ---- | ------------------------------------------------------- | --------------- | --------------- | --------------------------- |
|      | VADM Marc A. Mitscher 마크 밋처                         | 1946년 3월      | 1946년 12월     |                             |
|      | VADM William H.P. Blandy 윌리엄 H. P. 블랜디            | 1946년 12월     | 1947년 3월      |                             |
|      | VADM Arthur W. Radford 아서 W. 래드포드                 | 1947년 3월      | 1947년 12월     |                             |
|      | VADM Donald P. Duncan 도널드 P. 던컨                    | 1948년 2월      | 1950년 4월      |                             |
|      | VADM Robert P. Carney 로버트 P. 카니                    | 1950년 4월      | 1950년 9월      |                             |
|      | VADM Matthias S. Gardner 매티어스 S. 가드너             | 1950년 9월      | 1951년 3월      |                             |
|      | VADM Felix B. Stump 펠릭스 스텀프                       | 1951년 3월      | 1953년 6월      |                             |
|      | VADM Thomas S. Combs 토머스 S. 콤스                     | 1953년 6월      | 1954년 2월      |                             |
|      | VADM Edmund T. Wooldridge 애드몬드 T. 울드리지          | 1954년 3월      | 1955년 6월      |                             |
|      | VADM Charles Wellborn, Jr. 찰스 웰본 주니어             | 1955년 6월      | 1957년 7월      |                             |
|      | VADM Robert B. Pirie 로버트 B. 피리                     | 1957년 7월      | 1958년 5월      |                             |
|      | VADM Bernard L. Austin 버나드 L. 오스틴                 | 1958년 5월      | 1959년 3월      |                             |
|      | VADM William R. Smedberg III 윌리엄 R. 스메드버그 3세   | 1959년 3월      | 1960년 1월      |                             |
|      | VADM Harold T. Deutermann 해롤드 T.                     | 1960년 1월      | 1961년 2월      |                             |
|      | VADM Claude V. Ricketts 클로드 V. 리케츠                | 1961년 2월      | 1961년 9월      |                             |
|      | VADM John Mc. Taylor 존 테일러                          | 1961년 9월      | 1962년 10월     |                             |
|      | VADM Alfred G. Ward 알프레드 G. 워드                    | 1962년 10월     | 1963년 8월      |                             |
|      | VADM Charles B. Martell 찰스 B. 마텔                    | 1963년 8월      | 1964년 4월      |                             |
|      | VADM Kleber S. Masterson 케블러 S. 마스터슨             | 1964년 4월      | 1966년 8월      |                             |
|      | VADM Bernard A. Clarey 버나드 A. 클라레                 | 1966년 8월      | 1967년 5월      |                             |
|      | VADM Charles K. Duncan 찰스 K. 던컨                     | 1967년 5월      | 1968년 4월      |                             |
|      | VADM Benedict J. Semmes, Jr. 베네딕트 J. 셈머즈 주니어  | 1968년 4월      | 1970년 9월      |                             |
|      | VADM Gerald E. Miller 제랄드 E. 밀러                    | 1970년 9월      | 1971년 8월      |                             |
|      | VADM Vincent D. DePoix 빈센트 D.                        | 1971년 8월      | 1972년 7월      |                             |
|      | VADM Douglas C. Plate 더글러스 C. 플래이트              | 1972년 7월      | 1973년 1월      |                             |
|      | VADM John C. Finneran 존. C. 피너런                     | 1973년 1월      | 1974년 8월      |                             |
|      | VADM Stansfield Turner 스탠스필드 터너                  | 1974년 8월      | 1975년 7월      |                             |
|      | VADM John J. Shanahan, Jr. 존 J. 섀너핸 주니어          | 1975년 7월      | 1977년 6월      |                             |
|      | VADM Howard E. Greer 하워드 E. 그리어                   | 1977년 6월      | 1977년 7월      |                             |
|      | ADM Wesley L. McDonald 웨슬리 L. 맥도날드               | 1977년 7월      | 1979년 7월      |                             |
|      | VADM Thomas J. Bigley 토머스 J. 비글리                  | 1979년 7월      | 1981년 7월      |                             |
|      | VADM James A. Lyons, Jr. 제임스 A. 라이온스 주니어      | 1981년 7월      | 1983년 7월      |                             |
|      | VADM Joseph Metcalf III 조셉 메트칼프 3세               | 1983년 7월      | 1986년 8월      |                             |
|      | VADM Henry C. Mustin 헨리 C. 머스틴                     | 1986년 9월      | 1986년 9월      |                             |
|      | VADM Charles R. Larson 찰스 R. 라슨                     | 1986년 9월      | 1988년 8월      |                             |
|      | VADM Jerome L. Johnson 제롬 L. 존슨                     | 1988년 7월      | 1990년 5월      |                             |
|      | VADM Michael P. Kalleres 마이클 P. 캘러스               | 1990년 5월      | 1992년 6월      |                             |
|      | VADM William J. Flanagan, Jr. 윌리엄 J. 플래너건 주니어 | 1992년 7월      | 1994년 6월      |                             |
|      | VADM Jay L. Johnson 제이 L. 존슨                        | 1994년 6월      | 1996년 3월      |                             |
|      | VADM Vern E. Clark 번 클락                              | 1996년 3월      | 1996년 11월     |                             |
|      | VADM William J. Fallon 윌리엄 J. 팔론                   | 1997년 11월     | 2000년 10월     |                             |
|      | VADM Michael G. Mullen 마이클 멀린                      | 2000년 10월     | 2001년 8월      |                             |
|      | VADM J. Cutler Dawson, Jr. 커틀러 도슨 주니어           | 2001년 8월      | 2003년 8월      |                             |
|      | VADM Gary Roughead 개리 로그헤드                        | 2003년 8월      | 2004년 10월     |                             |
|      | VADM Mark P. Fitzgerald 마크 P. 피츠제랄드              | 2004년 10월     | 2006년 11월     | 초대 CJOSCOE 부장           |
|      | VADM Marty E. Chanik akxl                               | 2006년 11월     | 2008년 8월      | 2대 CJOSCOE 부장            |
|      | VADM Melvin G. Williams, Jr. 멜빈 G. 윌리엄스 주니어    | 2008년 8월 8일  | 2010년 8월 12일 | 3대 CJOSCOE 부장            |
|      | VADM Daniel P. Holloway 대니얼 P. 홀로웨이              | 2010년 8월 12일 | 2011년 9월 30일 | 4대 CJOSCOE 부장, 함대 해체 |
|      | VADM Adnrew L. Lewis 앤드루 L. 루이스                   | 2018년 8월 24일 | 임기중          | 초대 노퍽 합동군사령관      |